# Ixworth
Ixworth – wieś w Anglii, w hrabstwie Suffolk, w dystrykcie West Suffolk. Leży 35 km na północny zachód od miasta Ipswich i 110 km na północny wschód od Londynu. W 2001 miejscowość liczyła 2177 mieszkańców.